# Piscinola-Scampia
Piscinola-Scampia è una stazione delle linee 1 e 11 della metropolitana di Napoli.

## Storia
La realizzazione della stazione della linea 1, costata circa 6,5 milioni di euro, ebbe inizio nel 1986 e venne inaugurata il 19 luglio 1995 con il nome di "Piscinola-Secondigliano" insieme al prolungamento da Colli Aminei. La parte di stazione della linea 11 è stata invece aperta dieci anni dopo, il 16 luglio 2005, ripristinando in parte l'Alifana bassa chiusa nel 1976. Non a caso, il complesso ferroviario si edifica proprio nel punto in cui precedentemente era presente la vecchia stazione di Piscinola dell'Alifana.
Il 27 febbraio 2017 il nome completo della stazione della linea 1 venne modificato in "Piscinola-Scampia" (già in uso per la linea 11), per ovviare ad eventuali disagi e confusioni tra gli utenti dal momento che il quartiere Secondigliano è nettamente più distante rispetto alla stazione.
Dal 2018 fino al 2020 sono stati attuati dei lavori di rinnovamento della stazione, con particolare riguardo all'accesso da via Oliviero Zuccarini, e una riqualificazione dell'area circostante.

## Strutture e impianti
Il complesso ferroviario è situato tra via Oliviero Zuccarini a Scampia e piazza Giovanni Bernardino Tafuri a Piscinola, parallelamente all'Asse Perimetrale. La stazione della linea 1, su viadotto, occupa una superficie di 8658 m², con un'area di intervento pari a 34600 m². La stazione è situata a 14 metri sopra il livello del mare e dispone di 8 impianti e una sola uscita.
La stazione della linea 11 è contraddistinta dai colori dell'arcobaleno e ospita opere degli artisti contemporanei Franco Silvestro e Lello Lopez: il primo ha decorato le pareti con ceramiche policrome, mentre il secondo ha utilizzato tele e fotografie digitali.
Dal 2013 la stazione ospita alcune opere dell'artista napoletano Felice Pignataro a seguito di una petizione firmata dai cittadini.

## Servizi
La stazione dispone di:
- Biglietteria
- Scale mobili
- Ascensore
- Accessibilità per persone disabili
- Servizi igienici

## Interscambi
- Fermata autobus

## Galleria d'immagini

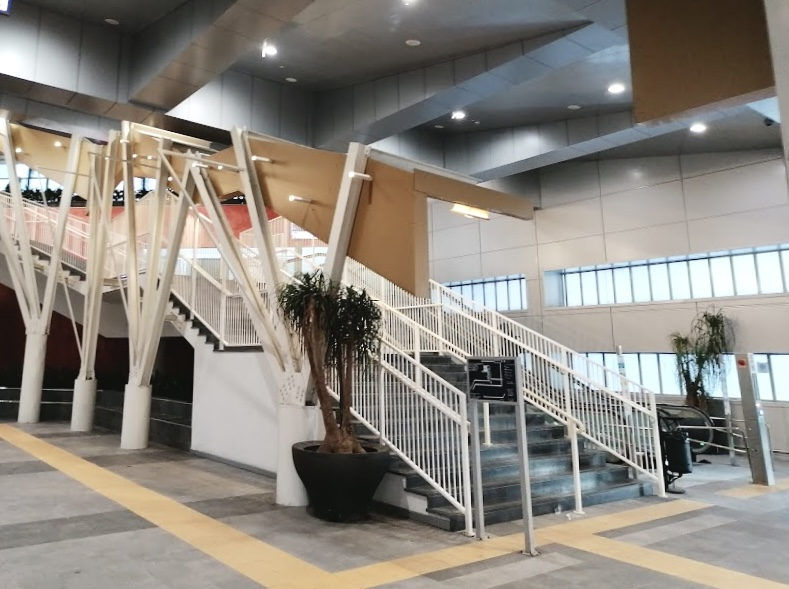
L'interno
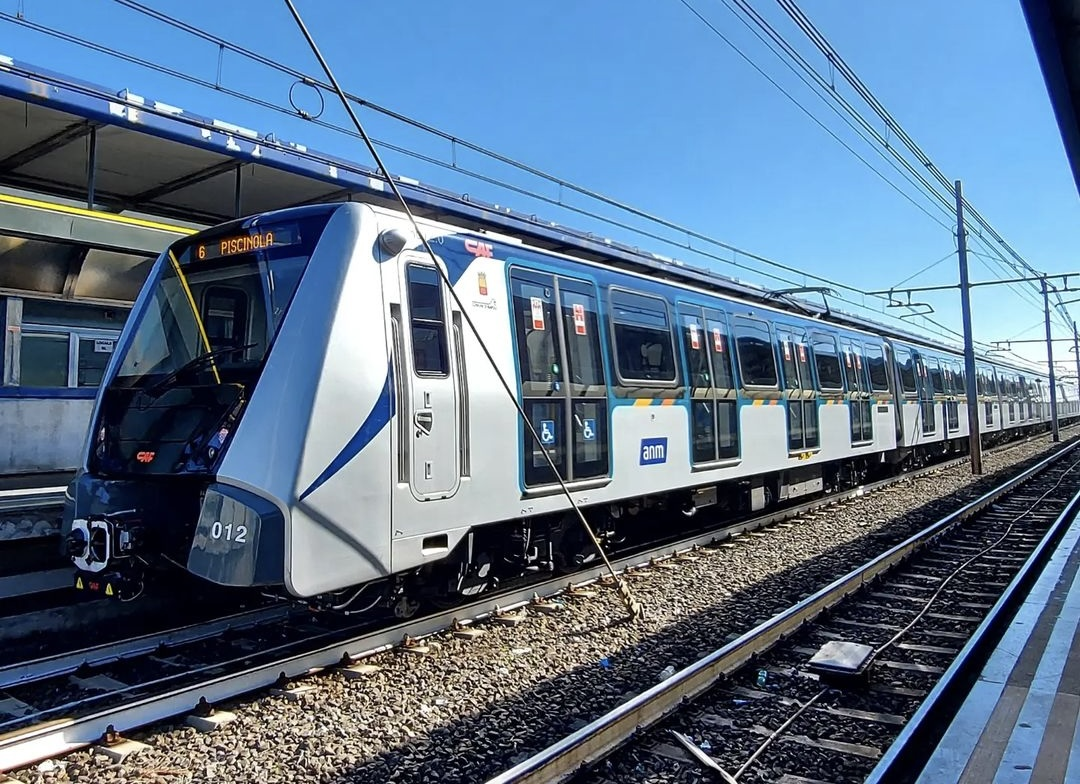
Il piano banchine della linea 1
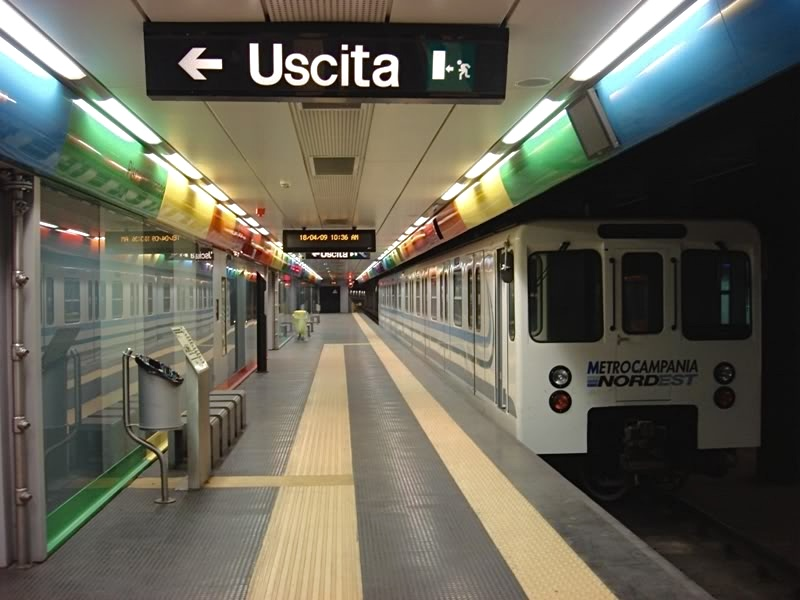
Il piano banchina della linea 11
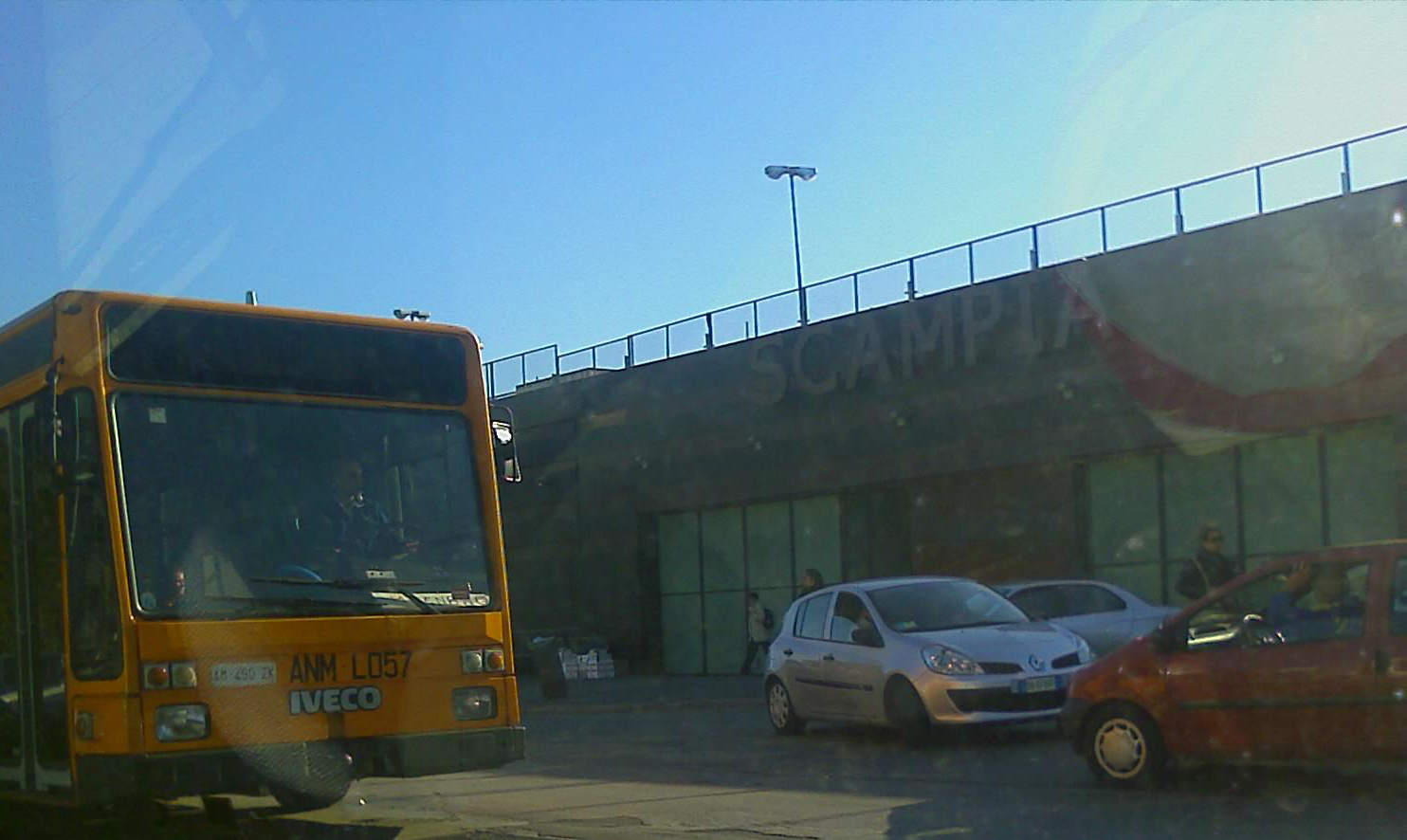
L'esterno nel 2007 prima della ristrutturazione